# Christian Adam
 (avril 2020).
Si vous disposez d'ouvrages ou d'articles de référence ou si vous connaissez des sites web de qualité traitant du thème abordé ici, merci de compléter l'article en donnant les références utiles à sa vérifiabilité et en les liant à la section « Notes et références ».
Christian Adam est un chanteur belge, né le 14 mai 1945 à Haine-Saint-Paul et mort à Warneton le 10 novembre 2014.

## Discographie

### 45 tours et mini CD
Ses plus grands succès sont :
- Si tu savais combien je t’aime
- Tu sais si bien dire je t’aime
- Aimer je veux t’aimer
- Je n’ai jamais rencontré
- Monsieur le magicien (sous le nom de « Chris Eden »)
- Viens chez moi
- Baby, oh I love you
- Mes amis de la télé